# Mölmeshof
Mölmeshof is een kleine nederzetting in de Wartburgkreis in de Duitse deelstaat Thüringen. Mölmeshof wordt voor het eerst genoemd in een oorkonde uit 1531. De plaats ligt aan de Suhl een zijriviertje van de Werra.
Op 6 juli 2018 ging de gemeente Marksuhl, waar Mölmeshof tot die dag onder viel, op in de gemeente Gerstungen.